# Riolo Terme
Riolo Terme (Riô o Riôl in romagnolo, fino al 1957 Riolo dei Bagni) è un comune italiano di 5 825 abitanti della provincia di Ravenna in Emilia-Romagna.
Nota e antica stazione termale, sorge nella valle del Senio, alle prime pendici dell'Appennino faentino. Il borgo è dominato dalla Rocca Sforzesca, risalente al XIV secolo. 
Il territorio comunale include una parte del Parco regionale della Vena del Gesso Romagnola, patrimonio UNESCO componente del sito "Carsismo nelle evaporiti e grotte dell'Appennino settentrionale". 

## Storia

### Fondazione
Nel XIV secolo il centro principale della media valle del Senio fu il castrum di Laderchio. Da esso dipendevano le torri circostanti: Ossano, Voltrignano, Arbustedo, Chiesanuova e Limisano. Nel 1376 gli abitanti di Laderchio e degli altri centri summenzionati chiesero protezione alla città di Bologna, potenza rivale sia di Imola che di Faenza, promettendole obbedienza. 
Il Senato bolognese dispose che gli abitanti dei centri vicini si trasferissero in un nuovo sito: il maggior numero di famiglie che abbandonarono le loro case provennero da Laderchio e da Ossano. Fu avviata la costruzione della rocca su progetto di Masino della Colla. Nello stesso periodo Bologna fondò Castel Bolognese sulla via Emilia.
Il nuovo centro abitato fu costruito in un luogo strategico, difeso naturalmente da scarpate su due lati. Le case furono edificate a ridosso della scarpata affacciata sul fiume Senio e verso il suo affluente rio Vecchio, mentre la rocca fu edificata sul lato opposto, a rinforzo del lato privo di difese naturali. Il primo impianto urbano di Riolo fu quello tipico dei centri di fondazione medioevale, con alcune strade parallele ed una trasversale di collegamento, come nella struttura urbana originaria di Castel Bolognese. Nel 1424 Filippo Maria Visconti conquistò Imola e divenne il nuovo padrone della valle del Senio. Quindici anni dopo, i Visconti cedettero in concessione Imola e Riolo ai Manfredi. I Manfredi effettuarono lavori di miglioramento alla struttura della rocca, comprendenti la costruzione del fossato ed il rinforzo delle mura cittadine. Nel 1478 Girolamo Riario, signore di Imola, conquistò Riolo. Durante la sua signoria, e quella della moglie Caterina Sforza, la rocca di Riolo assunse la sua forma attuale.

### Dal XVI al XIX secolo
Nel 1506, pochi anni dopo l'effimera signoria di Cesare Borgia sulla Romagna, Riolo entrò a far parte dello Stato Pontificio. Ben presto la rocca perse la sua funzione militare, tanto che verso la fine del secolo i muri portanti manifestarono il pericolo di crollo. I due angoli della cinta verso sud-ovest e nord-ovest franarono tra Sei e Settecento. Le spese di restauro erano valutabili in migliaia di scudi. Il comune, non disponendo di risorse ingenti, chiese aiuto a Imola, che però non rispose. I riolesi fecero il lavoro a spese proprie. Lentamente il paese si risollevò, grazie anche alla scoperta dei bagni termali. La località iniziò ad essere conosciuta per le acque ricche di idrogeno solforato, adatte alla cura di diversi malanni. Nel 1811 i visitatori risultarono essere più di cinquecento e vennero ospitati dai cittadini riolesi che si improvvisarono affittacamere. Nel 1820 si costruì, in legno, la prima struttura per lo sfruttamento termale.
Durante il XIX secolo cambiò il volto di Riolo: fu costruita una nuova strada di accesso, più larga e che puntava direttamente verso il centro (la vecchia strada di accesso corrisponde all'odierna via Aldo Moro); il fossato della rocca fu interrato; fu ricavato nuovo spazio per il mercato dall'abbattimento di altre strutture; nel 1857 fu ricostruito il ponte sul Senio; il paese cominciò ad espandersi al di fuori della cinta muraria. Nello stesso periodo lo stabilimento termale ampliò la propria offerta: nel 1865 lungo le sponde del Rio Vecchio erano attive cinque fonti: due di acqua salata, due di acqua solforosa ed una ferruginosa. A metà dell'Ottocento gli utenti delle acque termali erano quattromila all'anno. Lo stabilimento era aperto dal 25 giugno al 17 settembre.

### Dall'unità d'Italia al 1945
Nel 1867 il Comune acquistò tutte le sorgenti lungo il rio Vecchio, e due anni dopo decise di riunirle convogliandole in un unico luogo ove fosse possibile costruire uno stabilimento moderno. Nacquero così le Terme di Riolo. Nel nuovo stabilimento vennero condotte tutte le acque termali della zona: solfuree, salsoiodiche, clorurato-sodiche e ferruginose, atte a curare le affezioni dell’apparato respiratorio, i problemi ginecologici e le disfunzioni intestinali. L'apertura delle Terme fu celebrata il 24 luglio 1877. L'acqua di Riolo fu subito considerata fra le migliori e più efficaci, tanto che, oltre che destinata all'uso locale, venne imbottigliata e venduta in varie città italiane. I proventi servirono anche a migliorare le strade che attraversavano Riolo. Fu modificato il tracciato della provinciale. Il nuovo attraversamento del paese avveniva da nord a sud: la strada percorreva un'ampia curva e scendeva fino al ponte sul Senio (l'attuale via don G. Costa).
Nel 1892 si completò il trasferimento del comune all'interno della rocca, che subì diversi rimaneggiamenti per essere adattata a questa nuova funzione. Nel 1898 entrò in funzione l'acquedotto per usi civili. Nel 1900 il cimitero comunale fu trasferito nel sito attuale nei pressi di Cuffiano. All'alba del nuovo secolo le terme erano attrezzate con eleganti edifici per le cure, un vasto parco con la «Villa Margherita» (in onore di Margherita di Savoia), che ospitava il cinema, il teatro e il casinò. Grazie anche allo sviluppo favorito dalle Terme, la popolazione del Comune di Riolo ebbe un notevole incremento: nel 1871 i residenti erano 3 542, nel 1881 erano 3 814, nel 1901 fecero un balzo a 4 449 e nel 1911 salirono a 4 850. Nel 1914 il paese assunse il nome di Riolo dei Bagni. Il 23 agosto dello stesso anno fu aperta la ferrovia Castel Bolognese - Riolo dei Bagni, la cui stazione d’arrivo si trovava in piazzale Marconi.
Lo sviluppo urbanistico di Riolo si concentrò essenzialmente nell’area a nord del corso, fra il nucleo antico e la strada per Mazzolano (oggi via Gramsci). Nel 1918 fu aperto viale delle Rimembranze. Nel 1921 si raggiunse il picco di popolazione della prima metà del secolo: 5 661 residenti. Nel 1934 il percorso della strada provinciale fu nuovamente modificato, realizzando il tracciato attuale, affiancato da alberi, che scende da piazza Marconi fino al ponte sul Senio.
Fino al 1944 la seconda guerra mondiale non fu avvertita a Riolo. Invece, nei quattro mesi durante i quali il fronte si arrestò lungo il Senio (per un totale di 127 giorni), Riolo fu soggetta a bombardamenti alleati e a ritorsioni tedesche, che provocarono gravi danni a tutto il centro abitato e la morte di 613 persone fra militari, partigiani e civili (16 caduti). Inoltre 1 544 abitanti rimasero senza tetto, il 27% degli edifici fu distrutto e il 45% venne gravemente danneggiato. Morirono quasi tutti gli animali presenti nelle campagne (96%) e andò distrutto l'80% delle attrezzature (agricole e industriali). I tedeschi fecero saltare villa Margherita e il ponte sul Senio. Anche lo stabilimento termale subì gravi danni. L'offensiva finale fu lanciata dagli Alleati nell'aprile 1945. Riolo fu liberata l'11 aprile dal Gruppo di Combattimento "Friuli" e dalla Brigata Ebraica, inquadrati nel X Corpo d'Armata britannico. I riolesi deposero i corpi dei sedici concittadini caduti in combattimento nell'oratorio dedicato alla Beata Vergine del Presidio.

### Dal dopoguerra ad oggi
Dopo la guerra ebbe inizio la ricostruzione. Nei primi anni l'attività edilizia si concentrò nell’area settentrionale del paese: furono tracciate le vie Risorgimento, Friuli (parte orientale) ed Oberdan. Nel 1957 Riolo dei Bagni cambiò nome nel più moderno Riolo Terme. 
Il 27 novembre 1960 fu aperta al culto la nuova chiesa parrocchiale, ricostruita appena fuori dal centro storico. L’andamento demografico negli anni Cinquanta e Sessanta registrò una lieve flessione, in quanto si passò dai 5 261 residenti del 1951 ai 4 985 del 1961 ed infine ai 4 768 del 1971. Negli anni 1970 l’espansione residenziale interessò maggiormente il settore ad ovest del centro storico. Nello stesso periodo sorse la prima zona produttiva artigianale lungo la strada provinciale (la seconda è stata appaltata nel 2006).
Negli anni 1980 il comune si trasferì in corso Matteotti e ristrutturò la rocca per farne la sede del museo cittadino. Fu ripristinato l'antico fossato e furono effettuati anche consistenti restauri della cinta muraria.
Nel 1998 le Terme di Riolo ottennero la certificazione di Qualità ISO 9002. Il 15 dicembre 2001, a seguito di decreto del Presidente della Repubblica, Riolo Terme ha ottenuto il titolo di Città.

### Simboli
Ornamenti esteriori da Città.»
(D.P.R. 16 novembre 1984)
Il gonfalone è un drappo troncato di giallo e di rosso.

### Onorificenze
Riolo Terme è tra le città decorate al valor militare per la guerra di liberazione, insignita della medaglia di bronzo al valor militare per i sacrifici delle sue popolazioni e per l'attività nella lotta partigiana durante la seconda guerra mondiale:
Il Consiglio d'Europa ha decorato Riolo Terme con:
- «Bandiera d'Onore d'Europa» (2018)[16].

## Monumenti e luoghi d'interesse

### Architetture religiose

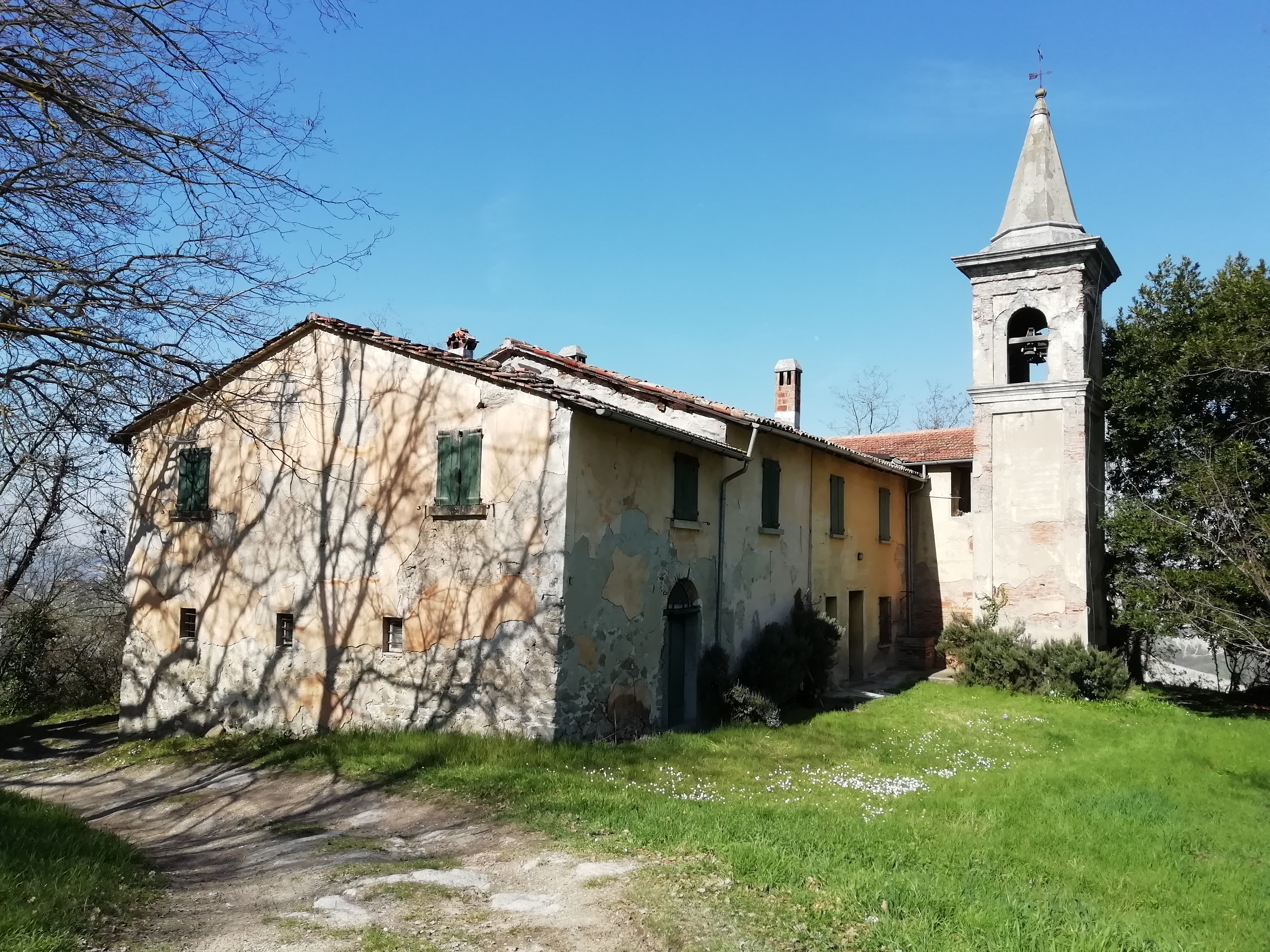
La chiesa di San Benedetto, a Sasso Letroso

- Chiesa prepositurale di San Giovanni Battista: edificata nel 1959, è stata inaugurata nel 1960. La chiesa precedente fu costruita nel centro storico nel 1429 ed elevata ad arcipretale nel 1485; fu distrutta durante la Seconda guerra mondiale[7];
- Chiesina dei caduti (oratorio dedicato alla "Madonna del Presidio") – La piccola chiesa fu costruita su un incrocio di quattro strade (quadrivio) dove sorgeva un pilastrino con l'immagine di una Madonna col Bambino, in maiolica faentina. Fu dedicata alla Madonna del Presidio, di cui si invocò la protezione a seguito di una grandinata molto estesa che il 2 luglio 1667 distrusse tutto il raccolto del territorio riolese, dando inizio alla tradizione della Festa di maggio. Iniziata la costruzione nel 1679, grazie alla neo costituita Confraternita del Presidio, il 15 ottobre 1689 venne solennemente benedetta, ed al suo interno venne posta la precedente immagine della Madonna, ora chiamata "Madonna del Presidio"[17]. Nel 1703 fu costruita la campana (visibile ancora oggi); nel 1835 l'edificio subì un intervento radicale di ristrutturazione ad opera dell'architetto Francesco Bagnaresi. Quasi completamente distrutta, ora si può vedere una ristrutturazione del dopo guerra volta a recuperare l'antica architettura.
- All'interno del parco della Vena del Gesso si trova l'antica chiesa di Sasso Letroso, la cui prima memoria risale al 26 ottobre 1407. L'edificio, oggi in disuso, necessita d'interventi di restauro.
- Chiesa dei Santi Stefano e Martino a Borgo Rivola, dedicata a santo Stefano protomartire e a san Martino vescovo[18]

### Architetture militari

#### La Rocca

Vista frontale della Rocca sforzesca.

La città può vantare una rocca sforzesca in ottimo stato di conservazione. Oggi nella rocca ha sede il museo cittadino.

## Società

### Evoluzione demografica
Abitanti censiti

### Etnie e minoranze straniere
Secondo i dati registrati dall'ISTAT il 31 dicembre 2010, la popolazione straniera residente nel territorio comunale era di 612 persone. Le nazionalità più rappresentate erano:
1. Romania 142
2. Albania  140
3. Marocco 104
4. Tunisia 53
5. Moldavia 29
6. Bosnia ed Erzegovina 21
7. Serbia 21

### Religione
Nel comune di Riolo Terme sono presenti sei parrocchie facenti parte della diocesi di Imola: la parrocchia principale è quella di San Giovanni Battista in Riolo Terme, che ha il titolo di prepositura. Ricostruita dalle fondamenta dopo i bombardamenti della seconda guerra mondiale, è stata consacrata il 9 maggio 1964 (vescovo Benigno Carrara).
La devozione mariana è molto sentita presso la comunità. Le «Feste di Maggio» (il mese mariano) si celebrano ininterrottamente dal XVII secolo: nel 1667 infatti gli abitanti fecero voto alla Madonna chiedendo perdono e protezione da una tremenda grandine che all'inizio di luglio si stava abbattendo sulla vallata del Senio distruggendo ogni raccolto. In un giorno di luglio si unirono in processione dietro l'immagine della Vergine dalla chiesa parrocchiale fino a un incrocio fuori paese, dove era affissa, su un palo, un'altra immagine della Madonna. Da allora la processione si ripete ogni anno, seguendo lo stesso percorso. Oggi il rito si tiene il primo lunedì di maggio e nel punto di arrivo è stata edificata una chiesetta, che i fedeli chiamano "del Presidio" o "delle Rimembranze".
A Riolo Terme vi è un istituto di vita consacrata: le Ancelle del Sacro Cuore di Gesù sotto la protezione di San Giuseppe. Fondato a Imola dalla Serva di Dio Lucia Noiret, è presente a Riolo sin dal 1889, quando fu aperto lungo il corso principale nei pressi di piazzale Marconi il Collegio Educativo S. Giuseppe. Oggi gestisce una scuola dell'infanzia. Una religiosa riolese, Enrica Ghinassi, fu madre generale della congregazione.

## Cultura

### Scuole
- Istituto Professionale di Stato per i Servizi Alberghieri e della Ristorazione “Pellegrino Artusi”[25]

### Musei
- Museo del paesaggio dell'Appennino faentino. Allestito all'interno della Rocca sforzesca, è stato inaugurato il 7 ottobre 2006.
- Centro visite e museo sul carsismo e la speleologia del Parco regionale della Vena del Gesso Romagnola, a Borgo Rivola

### Teatri
- Teatro comunale. Costruito negli anni successivi al 1969, ha una capienza di 387 posti. Vi si proiettano film di prima visione, offre una stagione di commedie in lingua romagnola ed è sede di convegni e iniziative culturali.

### Associazioni
- «Romagna»: dal 1990 promuove il premio letterario "Valle Senio";

### Eventi e ricorrenze
- «Agriolo», fiera dell'agricoltura (in aprile);
- «Frogstock festival», festival musicale (in agosto). Si tiene dal 1994. Vede la partecipazione di artisti di fama internazionale.
- «Sagra Provinciale dell'Uva» (in settembre, dal 1952).

## Economia

### Turismo

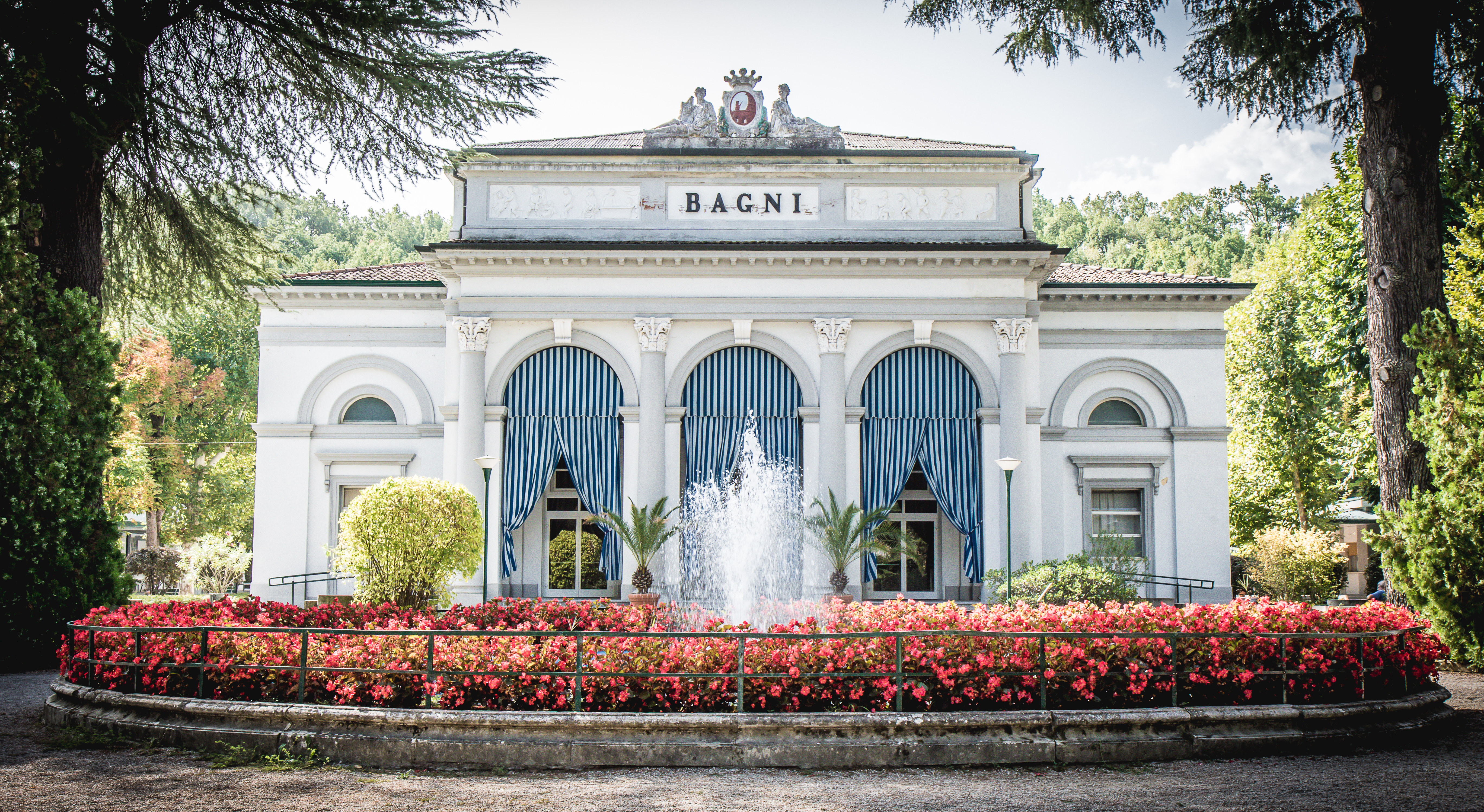
Le terme di Riolo.

La maggiore ricchezza di Riolo Terme è il turismo termale. Le sorgenti (oggi di proprietà di una società privata) comprendono acque sulfuree, salsobromojodiche e cloruro-sodiche, note per le proprietà terapeutiche nella cura del sistema digerente, dell'asma, delle affezioni alle vie respiratorie. Le acque termali riolesi hanno origine gessosa-solfifera, infatti vengono dalla Vena del Gesso che si estende tra la valle del Senio e la valle del Santerno.
Durante la seconda guerra mondiale vennero distrutte in seguito ai combattimenti lungo il fiume Senio; nel dopoguerra vennero poi ricostruite grazie all'impegno del lughese Cavalier Ufficiale Andrea Tabanelli (1876-1956).
Un'altra attrattiva turistica è il parco acquatico "Acqualand", in esercizio dal 2002.

## Infrastrutture e trasporti
Il comune è attraversato dalla strada provinciale 306R "Casolana Riolese", principale via di comunicazione da una parte, verso la pianura (e la Via Emilia) e, dall'altra, verso la Toscana.
A Riolo Terme ha sede una compagnia di trasporto merci/persone in attività dall'agosto 1945, la «Cooperativa Trasporti di Riolo Terme». Viaggia su sette linee di trasporto extraurbano toccando le province di Ravenna, Bologna e Forlì-Cesena.
La stazione di Riolo Bagni, capolinea della ferrovia per Castel Bolognese, fu in esercizio dal 1914 al 1933.

## Amministrazione
Il comune di Riolo Terme ha fatto parte fino al 2009 della Comunità montana Appennino Faentino.
Dal 2009 al 2011 ha fatto parte dell'Unione dei comuni di Brisighella, Casola Valsenio e Riolo Terme e dal 1º gennaio 2012 della Unione dei comuni della Romagna Faentina.

### Sindaci precedenti
| Periodo          | Periodo           | Primo cittadino    | Partito                                                     | Carica                   | Note                                                                        |
| ---------------- | ----------------- | ------------------ | ----------------------------------------------------------- | ------------------------ | --------------------------------------------------------------------------- |
| 18 aprile 1945   | 7 agosto 1945     | Angelo Egidio      |                                                             | sindaco                  | Nominato dal prefetto su indicazione del Comitato di liberazione nazionale. |
| 8 agosto 1945    | 18 settembre 1947 | Angelo Morini      | Partito Comunista Italiano                                  | Sindaco                  | Confermato il 31 marzo 1946. Deceduto durante il mandato.                   |
| 4 ottobre 1947   | 27 maggio 1951    | Leo Mongardi       | Partito Comunista Italiano                                  | Sindaco facente funzioni |                                                                             |
| 10 giugno 1951   | 11 dicembre 1960  | Leo Mongardi       | Partito Comunista Italiano                                  | Sindaco                  | Confermato il 27 maggio 1956                                                |
| 12 dicembre 1960 | 2 dicembre 1968   | Wladimiro Magnani  | Partito Comunista Italiano e indipendenti                   | Sindaco                  | Confermato il 22 novembre 1964. Dimissionario.                              |
| 3 dicembre 1968  | 7 luglio 1970     | Antonino Costa     | Partito Comunista Italiano                                  | Sindaco facente funzioni |                                                                             |
| 8 luglio 1970    | 9 agosto 1975     | Antonino Costa     | Partito Comunista Italiano                                  | Sindaco                  |                                                                             |
| 10 agosto 1975   | 19 luglio 1980    | Leo Buganè         | Partito Comunista Italiano e indipendenti                   | Sindaco                  |                                                                             |
| 20 luglio 1980   | 24 marzo 1984     | Gaspare Mirandola  | Partito Comunista Italiano                                  | Sindaco                  |                                                                             |
| 25 marzo 1984    | 11 luglio 1993    | Diego Garavini     | Partito Comunista Italiano e indipendenti                   | Sindaco                  | Confermato il 10 luglio 1989. Dimissionario                                 |
| 12 luglio 1993   | 27 giugno 1994    | Valeriano Solaroli | Partito Democratico della Sinistra                          | Sindaco facente funzioni |                                                                             |
| 28 giugno 1993   | 27 maggio 2002    | Valeriano Solaroli | Partito Democratico della Sinistra lista civica (1998-2002) | Sindaco                  | Confermato il 14 giugno 1994. Confermato il 25 maggio 1998.                 |
| 28 maggio 2002   | 7 maggio 2012     | Emma Ponzi         | Democratici di Sinistra, poi Partito Democratico            | Sindaco                  | Confermata il 29 maggio 2007.                                               |
| 8 maggio 2012    | 12 giugno 2022    | Alfonso Nicolardi  | Partito Democratico                                         | Sindaco                  | Confermato l'11 giugno 2017.                                                |
| 13 giugno 2022   | in carica         | Federica Malavolti | Partito Democratico                                         | Sindaco                  |                                                                             |

### Gemellaggi
Riolo Terme è gemellata con le seguenti città:
- Oberasbach, dal 11 febbraio 2005
- Sant'Agostino (Terre del Reno) (dal 2017 accorpato al comune di Terre del Reno)
- Communauté de communes l'Aurence et Glane Développement, dal 30 novembre 2016 (dal 2017 integrata nella Communauté de communes Élan Limousin Avenir Nature)

## Sport

### Manifestazioni
- Rally di Romagna: corsa a tappe per mountain bike. La competizione, che richiama biker da tutta Europa, è considerata la gara di durata più importante in Italia e tra le prime cinque in Europa[31][32].

### Società sportive
Calcio
La principale squadra di calcio della città è l'A.R.S. Riolo Terme che milita nel girone C di Promozione dell'Emilia-Romagna.